# Solveira
Solveira ist eine Freguesia (Gemeinde) in Portugal im Kreis Montalegre und im Distrikt Vila Real. Solveira erstreckt sich über 12,3 km² Fläche und beheimatet 150 Einwohner (Stand 19. April 2021). Die Schutzpatronin der Gemeinde ist Santa Eufémia.

## Geographie
Die Gemeinde befindet sich im Gebirgszug Serra do Larouco. Die Grenze zu Spanien verläuft nördlich in circa 5 km Entfernung.

## Lage im Kreis
Die Nachbargemeinden im Uhrzeigersinn sind Santo André, Vilar de Perdizes, Sarraquinhos und Gralhas.

## Geschichte
Die Gemeinde bildete früher zusammen mit Santo André und Vilar de Perdizes das Honra (Gebiet über das ein Hidalgo herrscht) Vilar de Perdizes.

## Wirtschaft
Wirtschaftlich von Bedeutung sind vorwiegend die Landwirtschaft (Kartoffeln, Weizen, Mais, Esskastanien, Äpfel, Birnen, Kirschen und  Nüsse) sowie die Schmiedekunst.

## Kultur und Sehenswürdigkeiten

### Bauwerke
In der Gemeinde befindet sich die Kirche „Igreja Matriz de Solveira“.

### Regelmäßige Veranstaltungen
Am 16. September findet jedes Jahr das Fest „Festa de Santa Eufêmia“ statt.

## Besondere Vorfälle
Die Gemeinde war im Juni 2009 im Blick der portugiesischen Öffentlichkeit, als der Gemeindevorsteher der regierenden Partei (PS) Alberto Alves Ferreira sieben Schüsse auf seinen wahrscheinlichen Konkurrenten Hilário Calado (PSD) abgab, und daraufhin untertauchte.